# Кетрин Кинер
Кетрин Кинер (енгл. Catherine Keener) је америчка глумица, два пута номинована за Оскара за споредне улоге у филмовима Бити Џон Малкович и Капоте.